# Cédric Achille Mbeng Mezui
 (avril 2024).
La mise en forme du texte ne suit pas les recommandations de Wikipédia : il faut le « wikifier ».
Les points d'amélioration suivants sont les cas les plus fréquents. Le détail des points à revoir est peut-être précisé sur la page de discussion.
- Les titres sont pré-formatés par le logiciel. Ils ne sont ni en capitales, ni en gras.
- Le texte ne doit pas être écrit en capitales (les noms de famille non plus), ni en gras, ni en italique, ni en « petit »…
- Le gras n'est utilisé que pour surligner le titre de l'article dans l'introduction, une seule fois.
- L'italique est rarement utilisé : mots en langue étrangère, titres d'œuvres, noms de bateaux, etc.
- Les citations ne sont pas en italique mais en corps de texte normal. Elles sont entourées par des guillemets français : « et ».
- Les listes à puces sont à éviter, des paragraphes rédigés étant largement préférés. Les tableaux sont à réserver à la présentation de données structurées (résultats, etc.).
- Les appels de note de bas de page (petits chiffres en exposant, introduits par l'outil «  Source ») sont à placer entre la fin de phrase et le point final[comme ça].
- Les liens internes (vers d'autres articles de Wikipédia) sont à choisir avec parcimonie. Créez des liens vers des articles approfondissant le sujet. Les termes génériques sans rapport avec le sujet sont à éviter, ainsi que les répétitions de liens vers un même terme.
- Les liens externes sont à placer uniquement dans une section « Liens externes », à la fin de l'article. Ces liens sont à choisir avec parcimonie suivant les règles définies. Si un lien sert de source à l'article, son insertion dans le texte est à faire par les notes de bas de page.
- La présentation des références doit suivre les conventions bibliographiques. Il est recommandé d'utiliser les modèles {{Ouvrage}}, {{Chapitre}}, {{Article}}, {{Lien web}} et/ou {{Bibliographie}}. Le mode d'édition visuel peut mettre en forme automatiquement les références.
- Insérer une infobox (cadre d'informations à droite) n'est pas obligatoire pour parachever la mise en page.

Pour une aide détaillée, merci de consulter Aide:Wikification.
Si vous pensez que ces points ont été résolus, vous pouvez retirer ce bandeau et améliorer la mise en forme d'un autre article.
 (avril 2024).

Cédric Achille Mbeng Mezui, né le 9 février 1978 à Oyem au Gabon, est un économiste gabonais, expert des systèmes financiers, auteur et conférencier ,. Représentant-pays de la Banque africaine de développement (BAD) au Mali, il est désigné en 2017 "Financier de l’Année" par le magazine Financial Afrik.

## Biographie

### Jeunesse et études
Cedric Achille Mbeng Mezui obtient son diplôme universitaire d’études scientifiques dans la filière Mathématiques et Physiques à l’université des sciences et Techniques de Masuku (USTM) en 2000, dans le sud-est du Gabon.
À partir de 2001, il obtient une bourse d’études du gouvernement gabonais pour continuer ses études en France où il obtient une licence et une maîtrise de mathématiques appliquées et sciences sociales à la faculté des sciences de l’Université Nice-Sophia-Antipolis en 2002 et 2003, puis un master en monnaie et économie internationale à l’Université Lumière-Lyon-II en 2004, et un mastère spécialisé en banque et ingénierie financière à l’ESC Toulouse en 2005.
 

### Formations professionnelles complémentaires
Cédric Achille Mbeng Mezui a complété ses études universitaires par des formations exécutives.

En 2021 il est diplômé de la Harvard Kennedy School pour un programme sur la réponse économique post-COVID et la reprise pour le continent africain.

En 2023 il valide un programme d'enseignement exécutif à l'INSEAD sur le développement des leaders émergents,.

### Carrière
Cedric Achille Mbeng Mezui commence sa carrière comme trader et analyste de marché chez Citibank à Libreville en 2006 ,.
Il intègre la Banque africaine de développement (BAD) en 2008. Il travaille dans différents départements au sein de la BAD, notamment la trésorerie, l’intégration régionale et le  NEPAD, la gouvernance, les réformes économiques et financières, le développement des marchés des capitaux et la plateforme des investissements en Afrique.
Entre 2011 et 2013, il est chargé supérieur de l’intégration financière régionale et à ce titre il mène une initiative continentale sur le développement des obligations de projets d’infrastructure et l’établissement de l’African Infrastructure Financing Facility (AIFF) pour combler le gap de financement des projets transformateurs du Programme de développement des infrastructures de l’Afrique (PIDA) de l’Union Africaine.
De 2013 à 2019, Cédric Achille Mbeng Mezui est coordonnateur de l’Initiative des marchés financiers africains (AFMI), initiative phare de la Banque africaine de développement pour le développement des marchés obligataires en monnaies locales à travers l’Afrique. Il couvre 43 pays africains avec un réseau de plus de 33 économistes, gestionnaires de dette publiques et représentants de marchés financiers.

Durant cette période, il dirige la mise en place d’un indice obligataire avec Bloomberg, baptisé AfDB/ AFMI Bloomberg African Bond Index (ABABI)  et la mise en place du African Domestic Bond Fund (ADBF), premier fond indiciel ou « Enhanced Exchange Traded Fund » (ETF) sur les marchés obligataires souverains d’Afrique en cote à la bourse de l’Ile Maurice .
 
Dans ce rôle il contribue à l’approfondissement de nombreux marchés financiers dont Paris Europlace et AFSIC– Investing in Africa,.
Entre 2019 et 2022, il contribue à l’unification du marché financier d’Afrique centrale (CEMAC) et à l’essor du marché obligataire régional,.
En 2022, Cédric Achille Mbeng Mezui rejoint la plateforme Africa Investment Forum au cabinet du Président de la Banque africaine de développement, Akinwumi Adesina, où il est chef des opérations d’investissement du secteur privé.
En 2025, il est nommé Représentant-pays de la Banque africaine de développement (BAD) au Mali, en reconnaissance de son parcours remarquable au sein de l'institution panafricaine, qu’il a rejointe en 2008.

## Principales publications

### Articles
Cédric Achille Mbeng Mezui est auteur de plusieurs publications dans des revues d'économie et de finance dont 5 articles, selon RePEc, dans des revues à comité de lecture.

### Ouvrages
- Cédric Achille Mbeng Mezui et Bim Hundal (préf. Donald Kaberuka (Président de la BAD)), Financements structurés : conditions pour les obligations de projets d’infrastructure dans les marchés financiers africains, Washington DC, Banque africaine de développement, 2013, 370 p. (ISBN 9789938882100).
- Transformer le Gabon : scénario de la panthère ou de l'écureuil ? (préf. Pr Grégoire Biyogo), Paris, Imhotep, 2014, 180 p. (ISBN 9782358974219).
- Financer l'Afrique : densifier les systèmes financiers locaux (préf. Léonce Ndikumana), Paris, Éditions Saint-Honoré, 2017, 180 p. (ISBN 9782407002955).
- Libérer le potentiel de l'Afrique : des idées d'Alexander Hamilton (préf. Hakim Ben Hammouda), Paris, Éditions Saint-Honoré, 2019, 281 p. (ISBN 9782407012879).
- Sortir du collapsus économique : reconstruire la puissance africaine (préf. Bonaventure Mvé Ondo), Libreville, Editions Raponda-Walker, 2021, 151 p. (ISBN 9782354950514).
- Géoéconomie : des minerais stratégiques dans le bassin du Congo (préf. Pr Rabah Arezki, Pr Rick van der Ploeg), Paris, VA Éditions, 2024, 236 p. (ISBN 9782360933143, présentation en ligne).

### Citation
« L’Afrique est créancière nette du reste du monde. »

— Cédric Achille Mbeng Mezui, Financer l'Afrique, Éditions Saint-Honoré, Paris, 2017.

### Ouvrages collectifs
- Cédric Achille Mbeng Mezui, Lamon Rutten, Sofiane Sekioua, Jian Zhang, Max Magor N'Diaye, Nontele Kabanyane, Yannis Arvanitis, Uche Duru et Uche Duru, Bleming Nekati, Guidebook on African Commodity and Derivatives Exchanges, Tunis, Banque africaine de développement, 2013, 92 p. (ISBN 9789938882155).

## Distinctions

### Prix

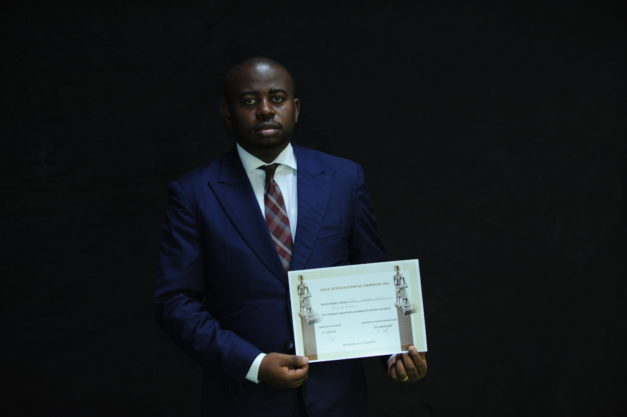
Cédric Achille Mbeng Mezui reçoit le Prix Imhotep international au Salon du Livre panafricain de Bruxelles, en 2014

- 2014 : Prix Imothep international du Salon du Livre panafricain de Bruxelles, pour Transformer le Gabon : scénario de la panthère ou de l'écureuil ? [20]
- 2017 : « Financier de l’année », décerné par ‘’Financial Afrik’’ [4]
- 2018 : « Les 100 qui transforment l’Afrique », recensé par ‘’Financial Afrik’’ [21]